# St-Martin (Besse)

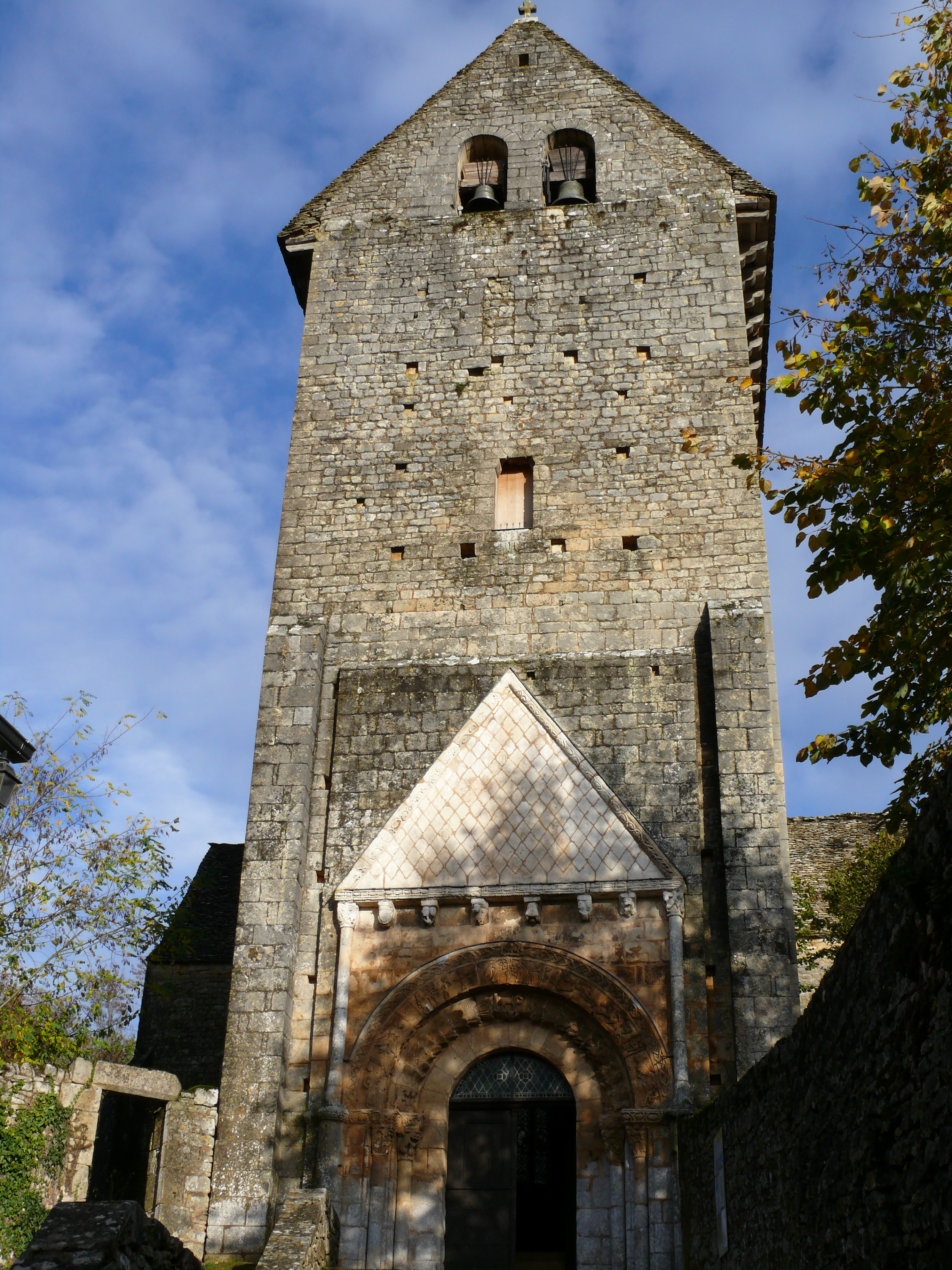
Kirche von Besse, Westfassade

Die Kirche Saint-Martin in Besse hat eines der ungewöhnlichsten und ältesten Portale im Périgord. Die Kirche wurde im Jahr 1912 als Monument historique anerkannt.

## Lage
Die Kirche liegt am Ortsrand des kreisrunden Dorfkerns von Besse (Dordogne).

## Architektur und Baugeschichte
Der Bau war zur Zeit seiner Gründung im späten 11. Jahrhundert eine benediktinische Prioratskirche, von der noch die westlichen Teile des Kirchenschiffs und das Portal erhalten sind; bereits im 12. Jahrhundert wurde das Langhaus aus Verteidigungsgründen erhöht – man spricht von einer Wehrstube. Querhaus und Chor wurden – trotz ihres wehrhaften Aussehens – erst im 15. Jahrhundert angebaut, als das Priorat aufgelöst wurde und die Kirche zu einer Pfarrkirche (mit Grablege der örtlichen Burgherren) umgewandelt wurde; aus dieser Zeit stammen auch die Fresken im Südquerhaus.
Die Dächer der Kirche sind mit dünnen Steinplatten (lauzes) gedeckt, die früher an vielen Kirchen in Frankreich zu finden waren, mittlerweile aber – wegen der hohen Handwerks- und Materialkosten – ziemlich selten geworden sind.

## Portal

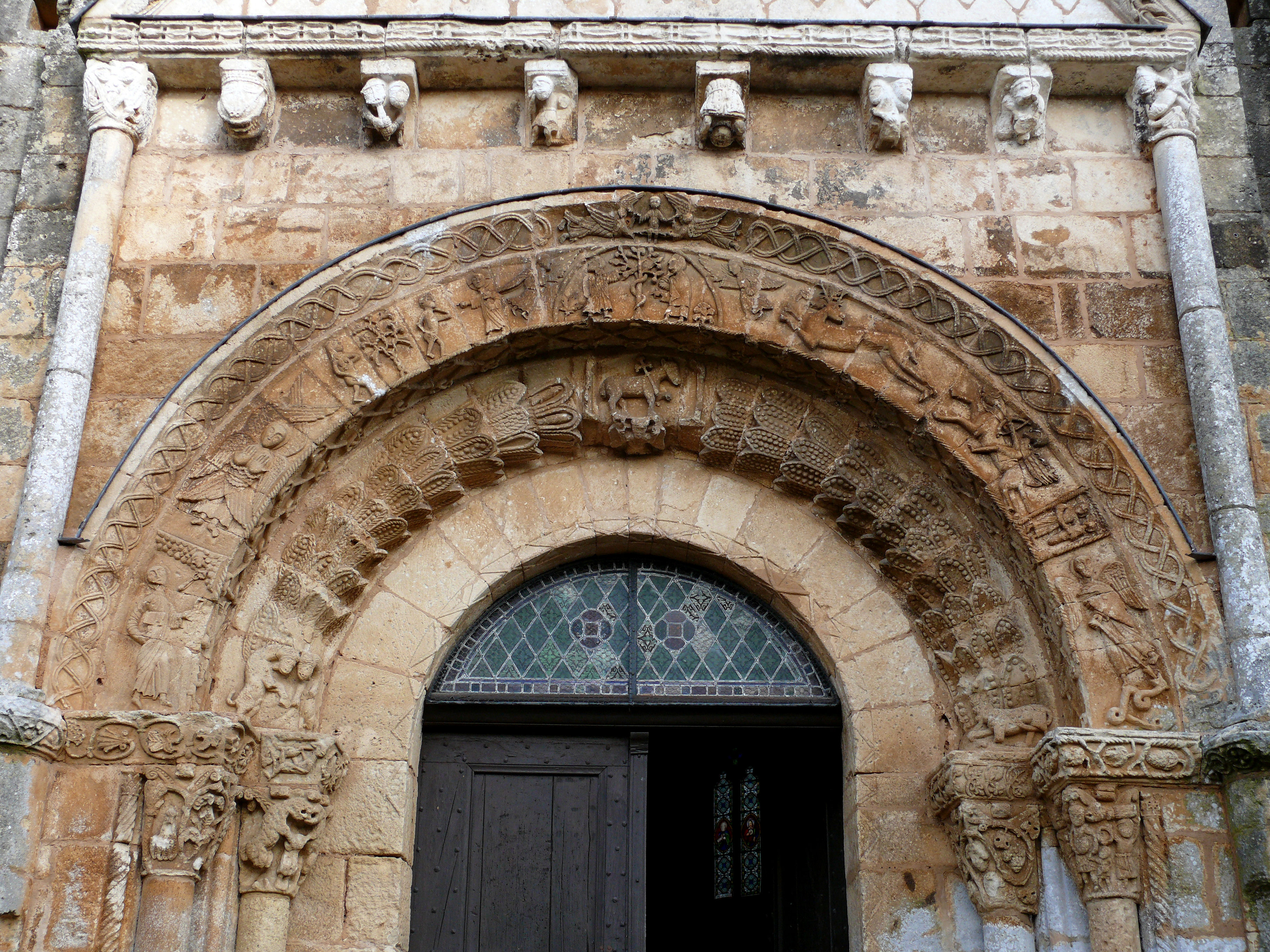
Kirche von Besse – Archivoltenportal

Der eigentliche Schatz der Kirche ist ihr tympanonloses Archivoltenportal, das vielleicht noch dem ausgehenden 11. Jahrhundert entstammt. Wie in vielen – allesamt späteren – Portalen des Poitou sind die Archivoltenbögen mit Figuren geschmückt: Der äußere Bogen zeigt in der Mitte 2 Engel, die Christi Thron tragen sowie ein potentiell unendliches Flechtbandmotiv; der zweite Bogen beinhaltet einen sechsflügeligen Engel (Seraph), Adam und Eva vor (nackt) und nach (bekleidet) der Vertreibung aus dem Paradies, die Hirschjagd des Hl. Eustachius, die Gottesmutter mit ihrem Kind und den Erzengel Michael – ausgerüstet mit Lanze und Schild – im Kampf mit einem am Boden liegenden Lindwurm; im inneren Bogen findet sich ein Engel mit dem Lamm Gottes (Agnus Dei) eingerahmt von einem – in der mittelalterlichen Kunst sehr selten anzutreffenden – Kronen- oder Schachtelhalmmotiv, welches auf Löwen aufruht.
Die Kapitelle der Säulen des Portalgewändes sind stark verwittert, entsprechen in ihrem Stil jedoch den Darstellungen der Archivolten.
Die Archivoltenbögen werden eingerahmt von zwei Säulen. Die Portalzone schließt nach oben ab mit einem figürlichen Konsolenfries, auf dem ein vorgeblendeter Dreiecksgiebel mit einem Rautenmuster aufruht. Die rötlichen Steine der Archivolten und die weißen der Portaleinfassung bzw. des Giebels heben sich farblich schön von dem grauen Steinmaterial des Kirchenbaus ab.

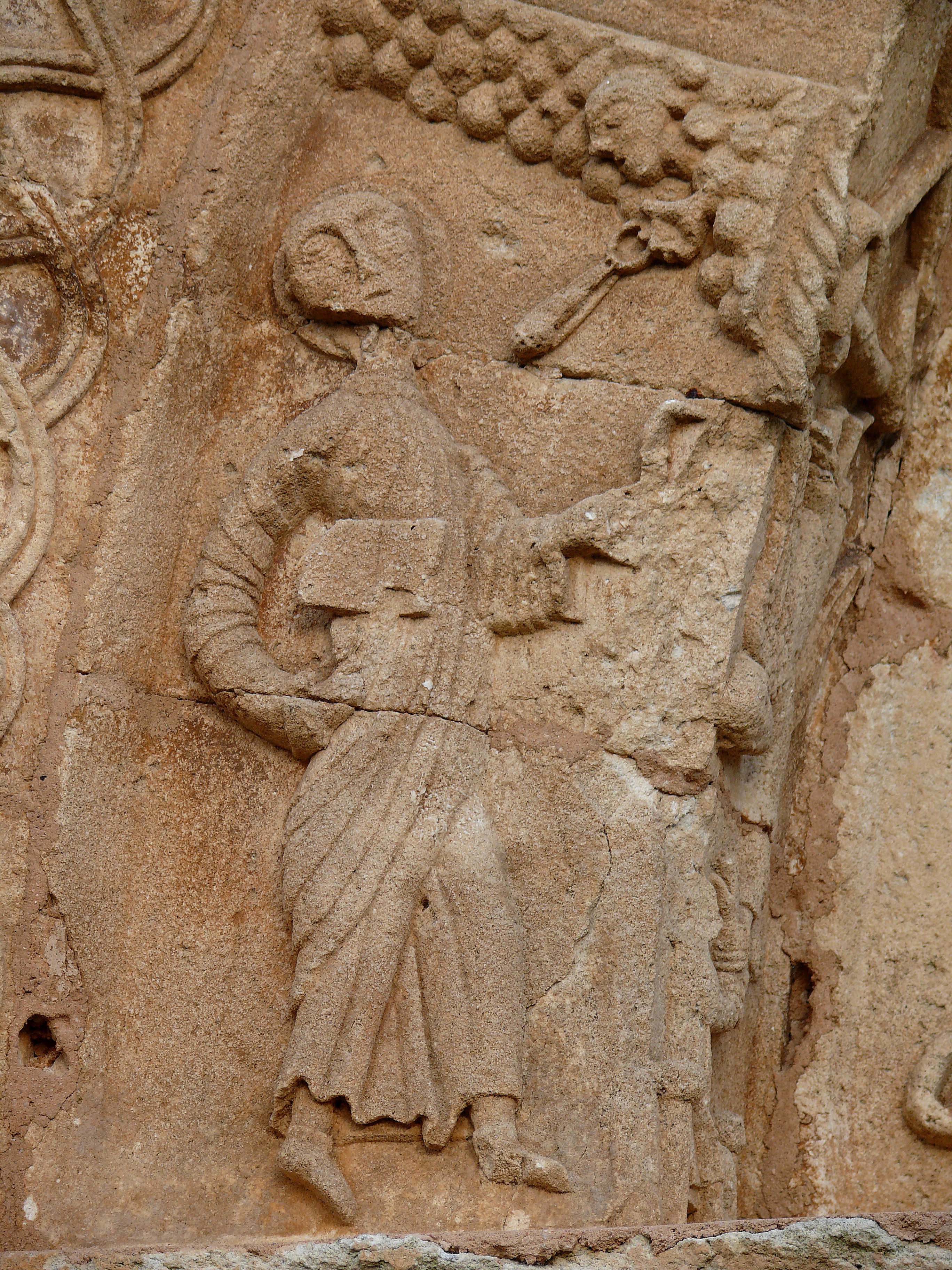
Befreiung Petri aus dem Kerker
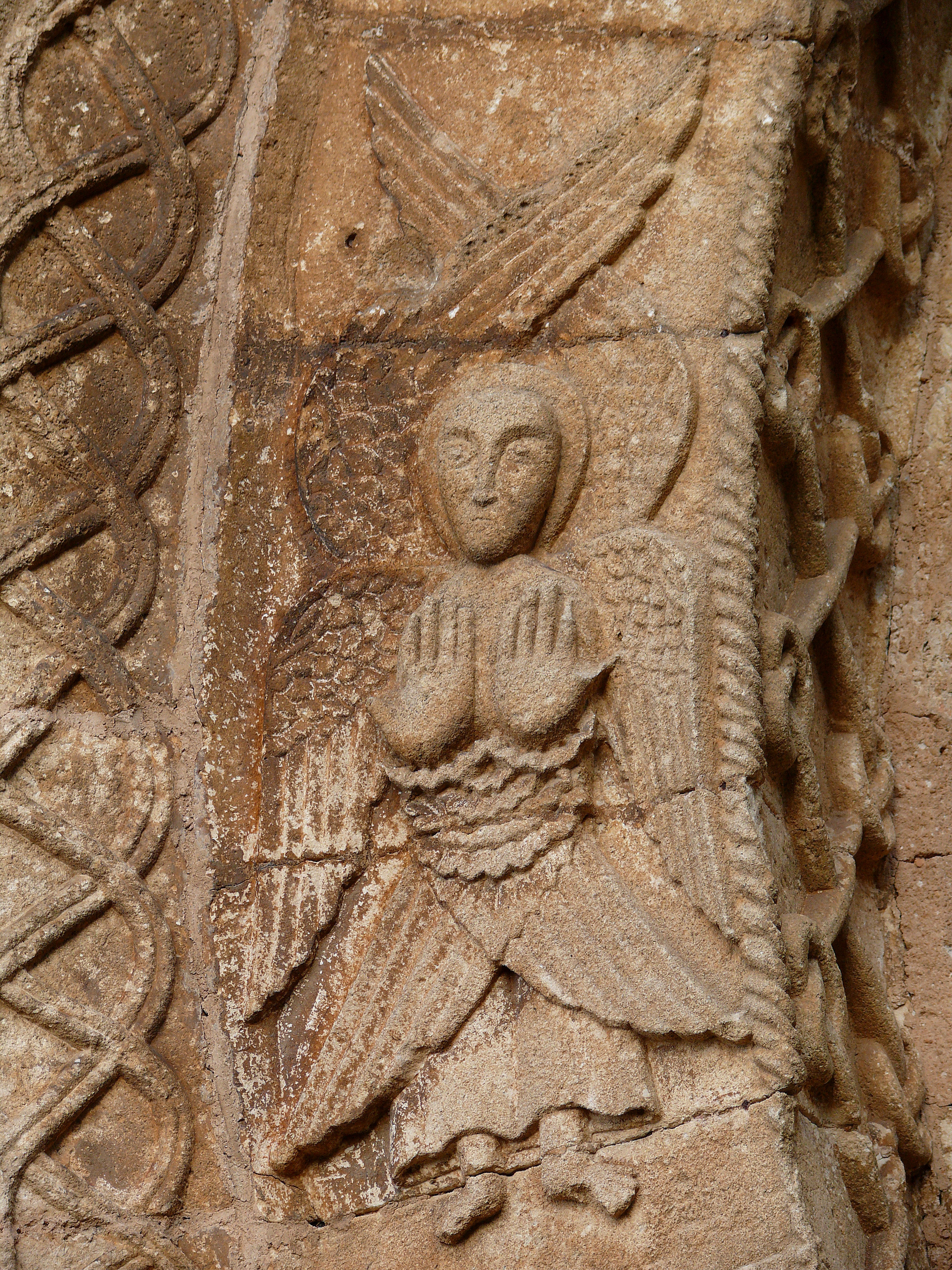
Ein Engel mit 6 Flügeln (Seraph)
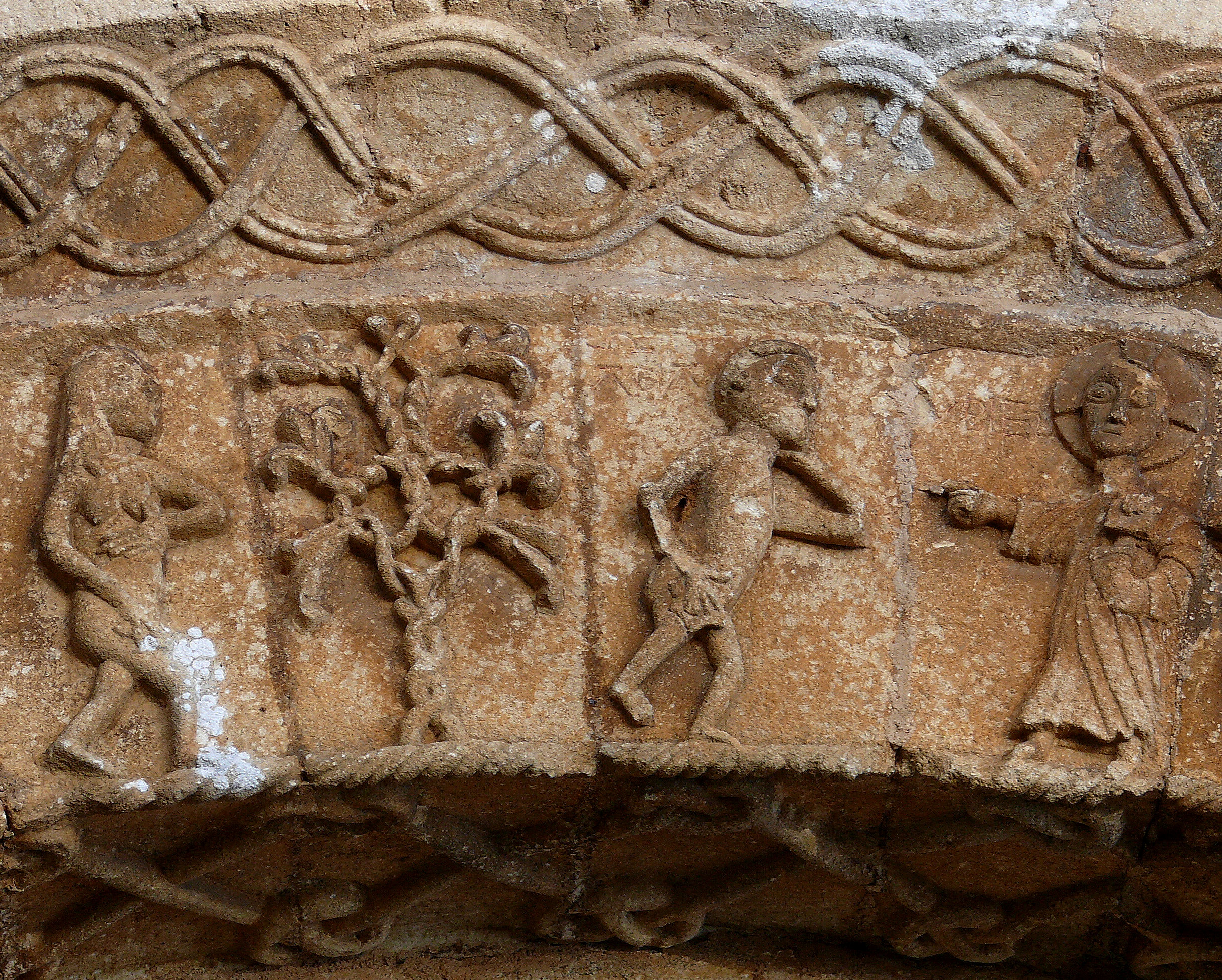
Adam und Eva im Paradies
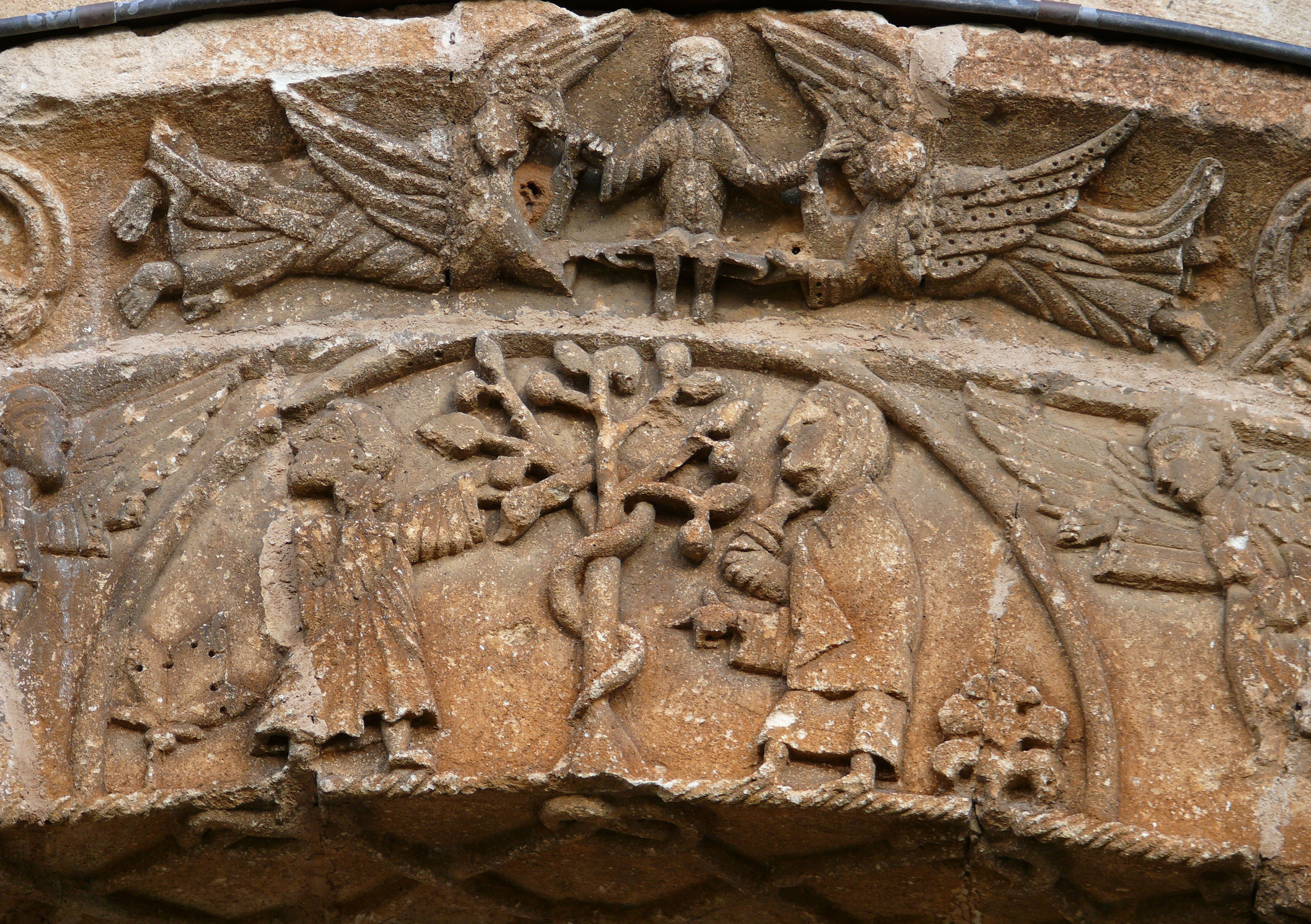
2 Engel heben den Thron Christi / Vertreibung aus dem Paradies
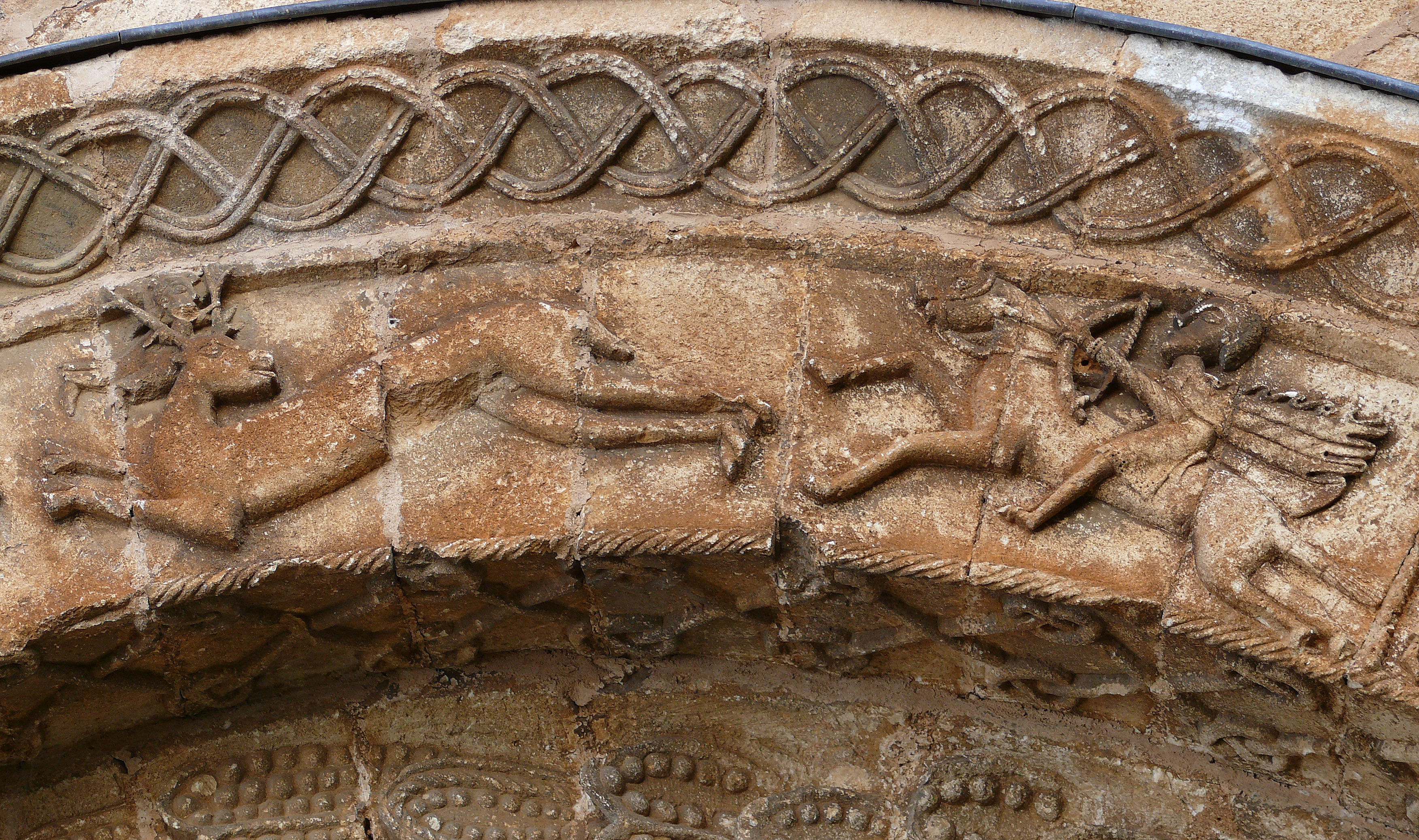
Hirschjagd des Hl. Eustachius
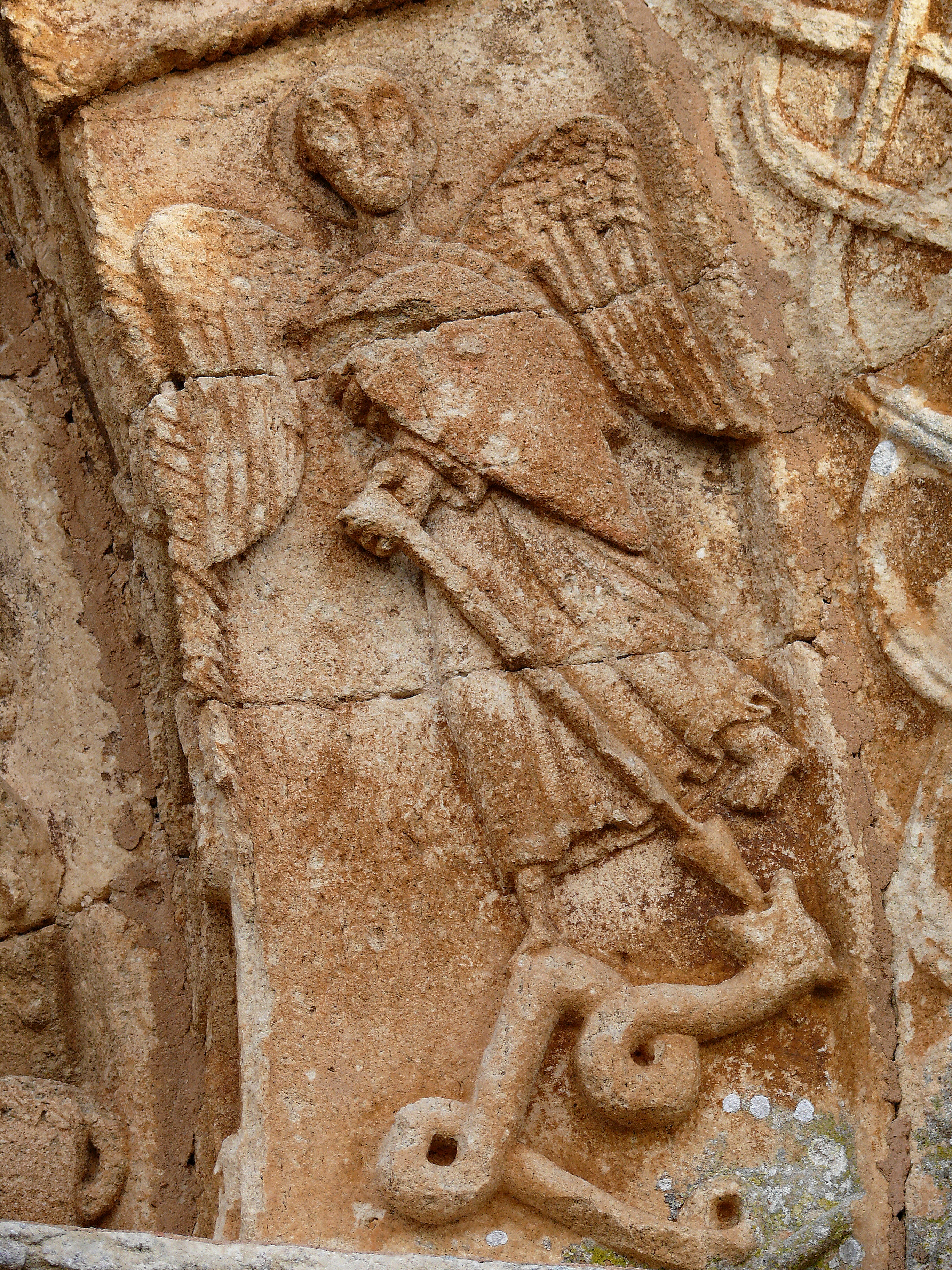
Der Erzengel Michael tötet einen Lindwurm
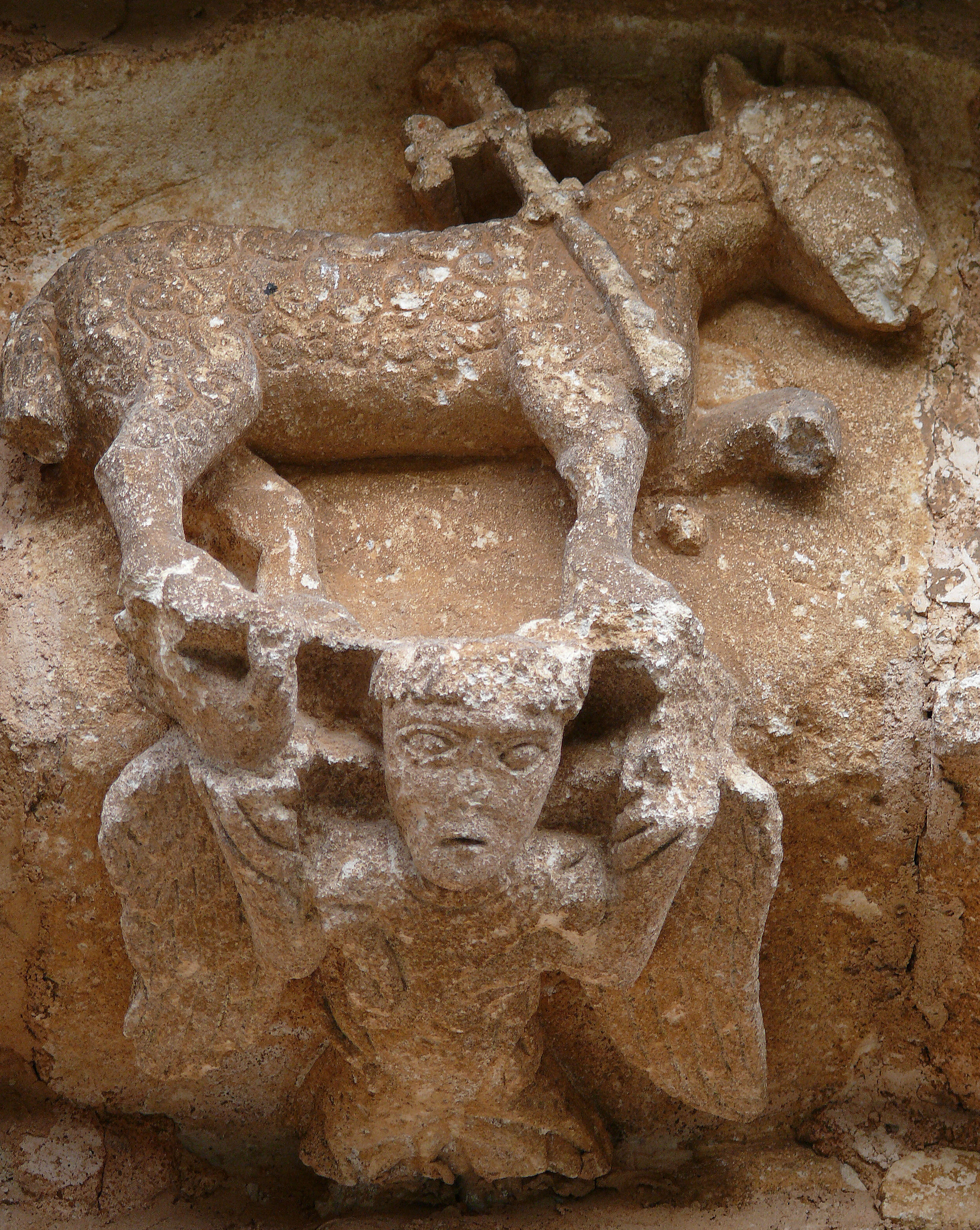
Ein Engel trägt das Lamm Gottes (Agnus Dei)

## Fresken
Die erst im Jahr 1961 wiederentdeckten spätgotischen Freskenreste im südlichen Querhaus zeigen Szenen aus der Leidensgeschichte Christi (Geißelung, Verspottung, Pietà).

## Bedeutung
Die insgesamt eher 'primitiv' bzw. 'naiv' anmutenden Figuren des – im Périgord einzigartigen – Portals der Kirche von Besse stehen am Anfang einer Entwicklung, die sich im nordwestlich gelegenen Poitou fortsetzen wird: St-Pierre d’Aulnay, St-Hilaire de Melle, Prieuré St-Nicolas de Civray, Argenton-les-Vallées.